# Bosc-Bordel
Bosc-Bordel és un municipi francès situat al departament del Sena Marítim i a la regió de Normandia. L'any 2007 tenia 473 habitants.

## Demografia

### Població
El 2007 la població de fet de Bosc-Bordel era de 473 persones. Hi havia 165 famílies de les quals 32 eren unipersonals (20 homes vivint sols i 12 dones vivint soles), 48 parelles sense fills, 81 parelles amb fills i 4 famílies monoparentals amb fills.
La població ha evolucionat segons el següent gràfic:
Habitants censats

### Habitatges
El 2007 hi havia 170 habitatges, 163 eren l'habitatge principal de la família, 5 eren segones residències i 2 estaven desocupats. 166 eren cases i 3 eren apartaments. Dels 163 habitatges principals, 139 estaven ocupats pels seus propietaris, 20 estaven llogats i ocupats pels llogaters i 4 estaven cedits a títol gratuït; 1 tenia una cambra, 5 en tenien dues, 27 en tenien tres, 41 en tenien quatre i 89 en tenien cinc o més. 138 habitatges disposaven pel capbaix d'una plaça de pàrquing. A 68 habitatges hi havia un automòbil i a 86 n'hi havia dos o més.

### Piràmide de població
La piràmide de població per edats i sexe el 2009 era:
| Homes | Edats   | Dones |
| ----- | ------- | ----- |
| 0     | 95 o +  | 0     |
| 0     | 90 a 94 | 0     |
| 0     | 85 a 89 | 0     |
| 4     | 80 a 84 | 0     |
| 0     | 75 a 79 | 4     |
| 12    | 70 a 74 | 0     |
| 28    | 65 a 69 | 8     |
| 12    | 60 a 64 | 16    |
| 4     | 55 a 59 | 12    |
| 20    | 50 a 54 | 16    |
| 20    | 45 a 49 | 4     |
| 12    | 40 a 44 | 16    |
| 8     | 35 a 39 | 4     |
| 28    | 30 a 34 | 28    |
| 12    | 25 a 29 | 12    |
| 4     | 20 a 24 | 4     |
| 0     | 15 a 19 | 20    |
| 8     | 10 a 14 | 8     |
| 28    | 5 a 9   | 16    |
| 12    | 0 a 4   | 16    |

## Economia
El 2007 la població en edat de treballar era de 305 persones, 220 eren actives i 85 eren inactives. De les 220 persones actives 213 estaven ocupades (127 homes i 86 dones) i 7 estaven aturades (4 homes i 3 dones). De les 85 persones inactives 21 estaven jubilades, 32 estaven estudiant i 32 estaven classificades com a «altres inactius».

### Ingressos
El 2009 a Bosc-Bordel hi havia 158 unitats fiscals que integraven 454,5 persones, la mediana anual d'ingressos fiscals per persona era de 18.193 €.

### Activitats econòmiques
Dels 9 establiments que hi havia el 2007, 4 eren d'empreses de construcció, 2 d'empreses d'hostatgeria i restauració, 1 d'una empresa financera, 1 d'una empresa de serveis i 1 d'una empresa classificada com a «altres activitats de serveis».
Dels 7 establiments de servei als particulars que hi havia el 2009, 1 era un paleta, 1 guixaire pintor, 2 fusteries, 1 perruqueria i 2 restaurants.
L'any 2000 a Bosc-Bordel hi havia 20 explotacions agrícoles que ocupaven un total de 1.092 hectàrees.

## Equipaments sanitaris i escolars
El 2009 hi havia una escola elemental integrada dins d'un grup escolar amb les comunes properes formant una escola dispersa.

## Poblacions més properes
El següent diagrama mostra les poblacions més properes.